# Château de Darmstadt
Le château de Darmstadt (en allemand, Residenzschloss Darmstadt ou Stadtschloss), souvent appelé le « Palais », est un monument allemand de la ville de Darmstadt. Siège administratif du Grand-duché de Hesse de 1806 à 1919, il abrite aujourd'hui un musée et l'université de Hesse.

## Situation
Le château constitue le centre de la cité des sciences de Darmstadt, à l'extrémité orientale de la rue du Rhin qui mène à l'ouest de la ville. Il est bordé au sud par la place du Marché (de) et à l'ouest par celle de la Paix (de).

## Architecture
Il se compose de deux bâtiments, le château vieux au nord, datant des XVIe et XVIIe siècles, et le château neuf au sud, construit au XVIIIe siècle.

### Le château vieux
De forme irrégulière, l'édifice présente des pignons à volutes ouvragés.

### Le château neuf
En forme de L, il présente une ample façade bordant la place du Marché, formée d'un pavillon central encadré par deux ailes régulières, terminées par des pavillons dont celui situé à l'ouest se prolonge par l'aile latérale.
Sont actuellement logés dans le château: 
- L'Université de Hesse
- Dans la première partie du château, le musée du château de Darmstadt (de), fondée en 1924 avec 22 chambres. Il donne un aperçu de 250 ans de la vie de cour et de l'histoire des anciennes terres du comté et plus tard, le grand-duché de Hesse. On peut y voir des carrosses, le mobilier princier et de l'argenterie ; la galerie de peintures abrite La vierge de Darmstadt par Hans Holbein le Jeune.
- L'institut de l'Université de technologie de Darmstadt
- Un poste de police
- Un théâtre